# 프로그래밍 심리학 (책)
프로그래밍 심리학(영어: The Psychology of Computer Programming)은 제럴드 마빈 와인버그의 1971년 책이다. 초판의 한국어 번역본은 2008년 1월에 발행되었으며 수정판은 2014년 1월에 발행되었으나 두 판형은 일부 수정이외에는 큰 변화가 없다.
컴퓨터 프로그래밍을 네 가지 관점에서 바라보고 컴퓨터 프로그래밍을 심리학과 연결시킨 최초의 책이다.
1부 인간의 행위로 보는 프로그래밍에서는 프로그래밍이란 행위를 연구하는 방법을 내성법, 관찰, 실험, 심리학의 측정법으로 설명하고 있다. 
2부 사회활동으로 보는 프로그래밍에서는 프로그래머가 고립된 환경에서 일할 수 없음을 설명하면서 프로그래밍 그룹, 물리적 환경과 사회적 조직과 프로그래밍과 프로그래머의 자아와의 연관성을 설명하는 이론인 비자아적 프로그래밍, 프로그래밍 팀을 어떻게 조직할 것인지를 설명하고 있다.
3부 개인의 행위로 보는 프로그래밍에서는 작업의 다양성과 프로그래머의 작업수준에 대한 행위로 바라보고 성격검사, 지능과 문제 해결의 관점에서 설명하고 동기 부여와 훈련, 경험등에 대하여 설명하고 있다. 
4부 프로그래밍 도구에서는 프로그래밍 언어와 그 설계의 중요성과 그외의 프로그래밍 도구들에 대하여 설명하고 있다.
내용들은 다음과 같다.
- 개인의 성격이 프로그래밍에 끼치는 영향
- 프로그래머의 지능과 문제 해결 능력
- 동기와 훈련, 경험이 프로그래밍에 끼치는 영향
- 큰 규모의 프로젝트에서 일어나는 공통 사회 문제들
- 심리학적으로 측정하는 프로그래밍
- 사회 활동으로 보는 프로그래밍
- 공식 조직과 비공식 조직
- 비자아적인 프로그래밍
- 프로그래밍 팀의 심리
- 프로그래밍 언어 설계에 필요한 원칙